# Natália Kelly
Natália Kelly (ur. 18 grudnia 1994 w Hartford) – austriacka piosenkarka i autorka tekstów.

## Życiorys
Urodziła się 18 grudnia 1994 w Hartford w stanie Connecticut jako córka Brazylijki i amerykańskiego przedsiębiorcy o austriacko-irlandzkich korzeniach, jej babcia ze strony ojca z kolei pochodzi z Linzu w Austrii. W 2000 przeprowadziła się z rodziną do Dolnej Austrii.
W 2004 została członkinią opery dziecięcej w spektaklu W osiemdziesiąt dni dookoła świata wystawianym w państwowym teatrze w Baden. W tym samym roku zajęła drugie miejsce w dziecięcym programie Kiddy Contest w telewizji ORF, w którym brała udział w duecie z Manuelem Gutleb. W następnych latach z powodzeniem brała udział w kolejnych konkursach muzycznych, m.in. w Prima La Musica. W latach 2005–2007 była członkiem popowego dziecięcego zespołu Gimme 5, który miał kontrakt z wytwórnią Universal Music, a jego producentem był Alexander Kahr.

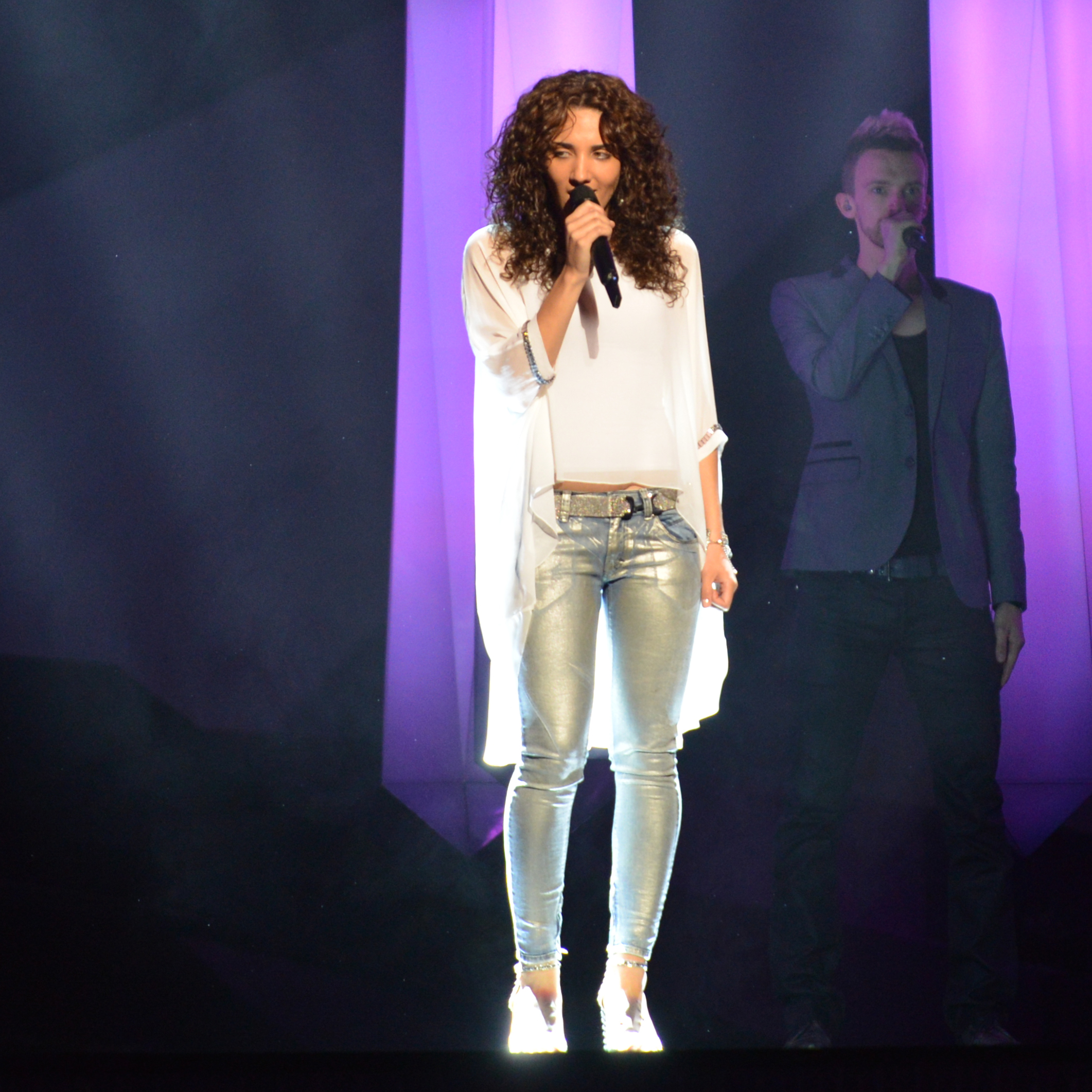
Kelly w 58. Konkursie Piosenki Eurowizji (2013)

W 2011 po zwycięstwie w finale programu The Voice otrzymała możliwość podpisania kontraku płytowego z Alexanderem Kahrem. W lutym 2013 z utworem „Shine” zwyciężyła w programie Österreich rockt den Song Contest, dzięki czemu reprezentowała Austrię w 58. Konkursie Piosenki Eurowizji w Malmö; 14 maja zajęła 14. miejsce w półfinale konkursu, przez co nie przeszła do finału. W tym samym roku wydała swój debiutancki album studyjny, zatytułowany po prostu Natália Kelly.

## Dyskografia
Albumy studyjne
| Rok  | Dane dot. albumu                                                                                             |
| ---- | --- |
| 2013 | Natália Kelly - Wydany: 12 kwietnia 2013 - Wytwórnia: Universal Music Austria - Format: CD, digital download |

Single
| Rok                                                      | Tytuł          | Najwyższa pozycja na liście | Album         |
| Rok                                                      | Tytuł          | AUT                         | Album         |
| -------------------------------------------------------- | -------------- | --------------------------- | ------------- |
| 2013                                                     | „Shine”        | 26                          | Natália Kelly |
| 2013                                                     | „Face the Day” | –                           | Natália Kelly |
| „–” oznacza, że singel nie był notowany na danej liście. |                |                             |               |